# Xenacanthidae
Famille
Les Xenacanthidae forment une famille éteinte de requins de l’ordre des Xenacanthiformes qui a vécu du Carbonifère au Trias.

## Liste des genres
- genre Plicatodus Hampe, 1995 †
- genre Triodus Jordan, 1849 †
- genre Xenacanthus Beyrich, 1848 †

## Publication originale
- Ant. Fritsch, Fauna der Gaskohle und der Kalksteine der Permformation Böhmens - Zweiter Band - Stegocephali (Schluss) - Dipnoi, Selachii (Anfang) (œuvre écrite), 1889, [lire en ligne].